# لغات سينيتية
اللغات السينيتية (الصينية المبسطة: 汉语族؛ الصينية التقليدية: 漢語族؛ بينيين: Hànyǔ zú)، التي تُعرف غالبًا باللغات الصينية، هي مجموعة من اللغات التحليلية في شرق آسيا تُشكل فرعًا رئيسيًا من عائلة اللغات الصينية التبتية. يُقترح كثيرًا وجود انقسام أساسي بين اللغات السينيتية وبقية العائلة (اللغات التبتية البورمية). ويرفض بعض الباحثين هذا الرأي، ولكنه وجد دعمًا من مصادر أخرى.
قد تكون لغات الماكرو-باي، التي يصعب تصنيفها، فرعًا من الصينية القديمة، وبالتالي السينيتية؛ وإلا، فإن السينيتية تُعرّف فقط بالأنواع العديدة من الصينية التي توحدها خلفية تاريخية مشتركة، وقد يعكس استخدام مصطلح "السينيتية" النظرة اللغوية القائلة بأن الصينية تُشكل عائلة من اللغات المتميزة، وليست أشكالًا مختلفة من لغة واحدة.

## السكان
يتحدث أكثر من 91% من سكان الصين لغة سينيتية، ويتحدث حوالي ثلاثة أرباعهم لغة الماندرين. فيما يلي تقديرات لعدد المتحدثين العالميين بفروع السينيتية اعتبارًا من عامي 2018 و2019، سواءً كانوا أصليين أو غير أصليين: يُرجى ملاحظة أن الأرقام غير مؤكدة بسبب عدم اليقين في تقديرات عدد سكان الصين.
| الفرع            | المتحدثون     | النسبة. |
| ---------------- | ------------- | ------- |
| ماندارين الصينية | 1,118,584,040 | 73٫50%  |
| يوي الصينية      | 85,576,570    | 5٫62%   |
| وو (صينية)       | 81,817,790    | 5٫38%   |
| لغات مين الصينية | 75,633,810    | 4٫97%   |
| جين الصينية      | 47,100,000    | 3٫09%   |
| لغة الهاكا       | 44,065,190    | 2٫90%   |
| شيانغ الصينية    | 37,400,000    | 2٫46%   |
| كن (لغة)         | 22,200,000    | 1.46%   |
| هويتشو الصينية   | 5,380,000     | 0.35%   |
| بينغهوا          | 4,130,000     | 0.27%   |
| لغة الدونغان     | 56,300        | 0.004%  |
| المجموع          | 1,521,943,700 | 100%    |